# Homie
Homie fue un proyecto paralelo de Rivers Cuomo, cantante y líder de la banda de rock Weezer. Activo alrededor de los años de 1997 y 1998, se dedicaron a tocar en el área de Boston. Cuomo se encontraba estudiando en la Universidad de Harvard y se tomó un tiempo para armar ciertos proyectos, siendo Homie el más importante. 
El grupo llegó a estar formado por Matt Sharp, quien fuera exbajista de Weezer y actual vocalista-bajista de The Rentals, se encargaría de la coproducción y de los coros; Yuval Gabay, exbaterista de Soul Coughing, estaría en la batería; Sebastian Steinburg, también de Soul Coughing, se encargó del bajo; Greg Brown, de Cake, en la guitarra eléctrica; y Cuomo en la guitarra acústica, piano y voz. Brian Bell (Weezer), Justin Fisher, Adam Orth (ambos ex-Shufflepuck) y Todd Sullivan ayudaron con coros en algunas ocasiones.
En cuanto a material, la banda grabó ciertas canciones, pero nunca se lanzaron. Se puede escuchar la canción «American Girls», que forma parte del soundtrack de Meet the Deedles. En internet se puede conseguir material en vivo de la banda.

## Discografía
- B-Sides and Rarities, Volume 1 (Weezer)
- B-Sides (disc 1) (Weezer)
- B-Sides, Rarities and Live Cuts (Soul Coughing)

### Compilaciones
- Meet The Deedles: The Original Motion Picture Soundtrack (1998) - «American Girls»